# Eurovision News Exchange
Pour les articles homonymes, voir EVN.
L'Eurovision News Exchange (EVN) est une Bourse d'échange de programmes radio et télé au sein du Réseau Eurovision, reliant les grandes chaînes de télévision du continent, qui permet d'accéder chaque jour par satellite aux images tournées par les autres chaînes. C'était à l'origine un système de
coopération sans but commercial entre les chaînes publiques. Les sujets, d'une durée de deux minutes, peuvent concerner l’Amérique du Nord et l’Asie grâce aux bureaux des chaînes sur ces deux continents.

## Histoire
L'Eurovision News Exchange a été créé en 1962 au sein des pays membres de l'UER (Union Européenne de Radiodiffusion). L'EVN a installé deux centres européens d'échange des images, situés à Bruxelles et à Genève. Les membres reçoivent des rendez-vous à heures fixes, trois fois par jour, pour bénéficier des faisceaux satellites, en envoyant leur production d'images et en passant leurs commandes. L'EVN se veut un système rapide, permettant de ratisser tout le territoire européen, en particulier là où des chaînes régionales bénéficient d'une bonne implantation. En France, pour rendre accessible les reportages réalisés en Province, des bornes audio-vidéo (BAV) ont été implantées par TDF à partir de 1983, souvent en rase campagne, permettant de communiquer avec les centres TDF les plus proches. 
Au début de 1980, l'EVN fournissait aux rédactions environ 80 % de leurs images relevant de l'international, mais dans d'autres pays, la part assumée par les agences de presse et leurs filiales télévision, AP Television News pour l'Associated Press et Visnews pour Reuters est plus importante. Son coût est jugé en général très inférieur à celui de l'entretien d'une équipe de télévision dans un pays, ce qui a amené les grandes chaînes, en particulier les chaînes publiques historiques, à réduire leur réseau international et à compter davantage sur les EVN ou sur les images des agences.
La multiplication du nombre de chaînes participant aux échanges, avec l'entrée de nouveaux pays dans l'Europe, a fait bondir le nombre d’échanges : de 1 134 en 1964, ils sont passés à plus de 10 000 en
1988, à plus de 20 000 en 1993, et à près de 30 000 sujets en 2001. Le système a ensuite subi ensuite la concurrence des agences de presse, qui envoient leurs propres images sur l'EVN, pour y acquérir visibilité et reconnaissance.